# Heinrich Haich
Heinrich Haich bzw. Heynrich Haik  (* in Büderich; † 10. März 1454 in Köln) war ein vermögender deutscher Weinhändler, Kölner Bürger, Ratsmitglied und Stifter.

## Leben

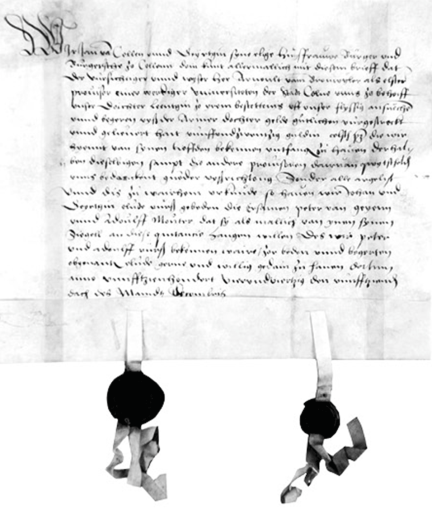
Jan van Collen und seine Ehefrau Gryrtgin, Bürger und Bürgerin zu Köln, quittieren Arnoult vam Brouwijler als ältestem Provisor der Universität zu Köln 25 Gulden Heiratszuschuss aus dem Arme Töchter Geld der Stiftung Haich für ihre Tochter Leentgin.

Er wurde 1429 Bürger der Stadt Köln, im Jahr 1450 auch Mitglied des Stadtrates. Da er kinderlos war, vermachte er sein Vermögen neben seinen engsten Vertrauten, Verwandten und seinem gleichnamigen Neffen, auch verschiedenen kirchlichen Einrichtungen. Darüber hinaus gründete er drei hoch dotierte Stiftungen. Die 1452 gegründete „Stiftung für arme Töchter“ wurde mit 12.000 Gulden ausgestattet und ermöglichte jungen Frauen eine Heirat oder den Eintritt in ein Kloster. Bis zur Auflösung der Stiftung nach 1798 wurden mehrere tausend junge Frauen mit einer Gesamtjahressumme von 600 Gulden unterstützt.
Seiner Heimatstadt Büderich fühlte er sich zeitlebens verbunden, daher gründete er auch hier eine Stiftung für arme Töchter, die dem Kölner Vorbild entsprach. Zwei oder drei Mädchen sollten jährlich mit einem Betrag von 200 Gulden unterstützt werden. Das Geld stammte von Erbrenten, die er von den Städten Zutphen, Arnheim und Nimwegen erworben hatte.
In der Folge ist es immer wieder zu Auseinandersetzungen zwischen der Stadt Büderich und den drei Städten Zutphen, Nimwegen und Arnheim um die Zahlung der Erbrenten gekommen.